# GENIUS Act
 (juillet 2025).
Le Guiding and Establishing National Innovation for US Stablecoins Act (aussi dit GENIUS Act) est un projet de loi fédérale américaine visant à créer un cadre réglementaire pour stablecoins qui pourraient alors être utilisés, dans la finance décentralisée, comme moyen de paiement, ces cryptomonnaies ayant une valeur indexée sur un actif aussi stable que possible (comme le dollar ou l'or) afin de limiter la volatilité typique des cryptomonnaies.
Ce projet de loi, qui aurait du être voté en juillet 2025, devait imposer aux émetteurs de stablecoins des normes concernant les réserves, les audits et la transparence, et établir un double système de surveillance (fédéral et étatique) pour atténuer les risques d'instabilité financière et mieux protéger les consommateurs, mais il a été repoussé à une date indéterminée.
La production et les échanges de stablecoins reposent sur une blockchain, ce qui implique une consommation énergétique élevée, bien que variant selon le protocole utilisé (Proof of Work ou Proof of Stake).

## Histoire
Le 21 mai 2025, Bill Hagerty (R-Tenn.) a porté un projet de loi intitulé GENIUS Act, qu'il a présenté comme un effort bipartisan de règlementation de la production et des échanges de stablecoins.
Le projet de Genius Act a été visé en première lecture au Sénat américain le 17 juin 2025, adopté le projet de loi le 17 juin 2025, par un vote bipartisan de 68 voix pour contre 30 contre. Le Sénat propose alors de confier la gestion des stablecoins à la FED (Réserve fédérale des États-Unis), la banque centrale des États-Unis.
Le texte, soutenu par la Maison-Blanche était supposé être validé lors d'un examen rapide suivi d'un vote de formalité à la Chambre des représentants. Le 3 juillet 2025, la Chambre des représentants a annoncé qu'elle examinerait le projet de loi au cours de la semaine du 14 juillet 2025.
Cependant, alors que les partisans des cryptomonnaies annonçaient déjà une « semaine de la crypto », le vote procédural a échoué à la Chambre, et ce, en dépit d'un Tweet de Donald Trump souhaitant « une bonne semaine de la crypto » à ses abonnés, et invitant tous les républicains de la Chambre à voter « un projet de loi formidable pour faire de l'Amérique le leader incontesté et numéro un des actifs numériques » pour positionner les États-Unis "à des années-lumière devant la Chine, l'Europe et tous les autres, qui essaient sans fin de rattraper leur retard, mais qui ne peuvent tout simplement pas y arriver (...) Tous les républicains doivent voter oui ! (...) Tout cela fait partie de « Rendre à l'Amérique sa Grandeur » (...) Nous sommes les leaders du Monde, et nous travaillerons dur avec le Sénat et la Chambre pour faire passer encore plus de législation à ce sujet ! »
Le blocage du texte (196 voix pour, et plus de 220 voix contre) proviendrait, selon les médias, non pas de l'opposition démocrate, mais de divisions internes au sein du parti de Donald Trump, le GOP (House Freedom Caucus). L'exécutif trumpien a choisi de combiner dans un même paquet législatif une législation sur les cryptos, un vote sur le budget de la Défense et un vote sur des amendements sensibles (spécialement sur des documents liés à l’affaire Epstein), ce faisant il a braqué contre lui, une partie de son propre camp. Le vote de procédure, censé être une formalité, a échoué : 196 voix pour, 223 contre l'examen du projet de loi a donc été repoussé à une date ultérieure, le leadership républicain cherchant la meilleure option pour avancer (re-soumettre rapidement ou renégocier certains termes du texte).

## Législation complémentaire
La loi de la Chambre sur la transparence et la responsabilité des stablecoins et pour une meilleure économie du grand livre (STABLE) a des objectifs similaires, mais diffère sur certains détails.